# Phyllodes consobrina
Phyllodes consobrina là một loài bướm đêm thuộc họ Noctuidae. Loài này được tìm thấy ở châu Á, bao gồm Thái Lan, Bangladesh, quần đảo quần đảo quần đảo Andaman và Ấn Độ.
Sải cánh dài 45–47 mm.